# Aréna de Vaudreuil
En 2009 une deuxième glace sera ajoutée à l'Aréna de Vaudreuil, qui est une patinoire située à Vaudreuil-Dorion (Québec). De plus on parle de construire plus de gradins pour la nouvelle patinoire. On parle de peut-être un minimum de 750 sièges[évasif]. Les coûts sont estimés à 6 millions de dollars. Cela comprend la destruction de l'ancien poste de la SQ.